# زولدرونیک اسید
زولدرونیک اسید (به انگلیسی: Zoledronic acid)، معروف به بونْستا(®Bonsta) ، دارویی است که برای درمان تعدادی از بیماری های استخوان استفاده می شود. بیماری هایی همچون پوکی استخوان، افزایش کلسیم خون به دلیل سرطان، تجزیه استخوان به دلیل سرطان و بیماری پاژه استخوان. این دارو به صورت تزریق وریدی تجویز می شود.
عوارض جانبی شایع شامل تب، درد مفاصل، فشار خون بالا، اسهال و احساس خستگی است. عوارض جانبی جدی ممکن است شامل مشکلات کلیوی ، کم شدن کلسیم خون و استئونکروز فک باشد. استفاده از این دارو در دوران بارداری ممکن است به کودک آسیب برساند. زولدرونیک اسید از نظر شیمیایی در خانواده داروهای بیس فسفونات قرار دارد. این ماده با جلوگیری از فعالیت سلول‌های استئوکلاست موجب کاهش تجزیه استخوان می شود.
زولدرونیک اسید در سال ۱۹۸۶ ثبت اختراع شد و در سال ۲۰۰۱ برای استفاده پزشکی در ایالات متحده مورد تایید قرار گرفت. این دارو در فهرست داروهای ضروری سازمان بهداشت جهانی قرار دارد.